# Pătrașcu cel Bun
Pătrașcu cel Bun (n.  ? – d. 24 decembrie 1557), cunoscut în unele lucrări și ca Petrașcu-Vodă, a fost fiul domnului Radu Paisie și domn al Țării Românești între martie 1554 - 26 decembrie 1557.

## Raporturile cu Transilvania
La ordinul Porții, merge cu oaste în Transilvania (1556) spre a restabili pe Ioan Sigismund care, împreună cu mama sa,  regina Isabella, trebuiseră să se retragă în Polonia. 14.000 ostași munteni trec Carpații, o parte în luna mai, alta în iulie, iar marele vornic Socol aduce pe regină de la Liov. La 28 octombrie Pătrașcu însuși era la Cluj, mulțumit de rezultat — (la care a cooperat și domnul Moldovei, Alexandru Lăpușneanu). Cum liniștea nu a fost totuși deplin restabilită, a fost nevoie de o nouă acțiune în Transilvania. Pătrașcu n-a mai putut însoți oștile: era bolnav — încă din mai se află la Râmnic pentru aer, îngrijit și de un medic, trimis de sibieni. La 26 decembrie 1557 se produce decesul. Spun unii că voievodul ar fi murit otrăvit chiar de marele vornic Socol, care ar fi avut el însuși gânduri de domnie: lucrul nu este dovedit. Cert este numai că Socol, la revenirea lui Mircea Ciobanul, se refugiază împreună cu fiul său, Radu stolnic, în Transilvania, luând cu el și vistieria defunctului: 400.000 de ducați. (Mai târziu, promite 14.000 ducați ambasadorului Franței, la Istanbul, numai ca să nu fie predat turcilor și ucis). Domnia sa a fost între ani 1554 până la 1557.

## Familia
Pătrașcu a fost căsătorit cu Doamna Voica, din neamul boierilor de la Slătioare. Au avut o fiica Maria (măritată în februarie 1555) și trei fii: Petru, căruia i s-a zis mai târziu Cercel (viitorul domn), Vintilă instalat voievod de armatele lui Ioan Vodă cel Viteaz în 1574 (dar numai patru zile) și Petrașcu, zis din Cipru. Potrivit cronicilor oficiale ale lui Mihai Vodă ar fi avut ca fiu postum și nelegitim pe Mihai Viteazul, fapt infirmat de istoriografia mai nouă, începând cu Nicolae Iorga.
Este înmormântat la Mănăstirea Dealu. A fost numit "cel Bun" de istorici, pentru că a avut o domnie liniștită, fără a ucide vreun boier.